# Портальная арка

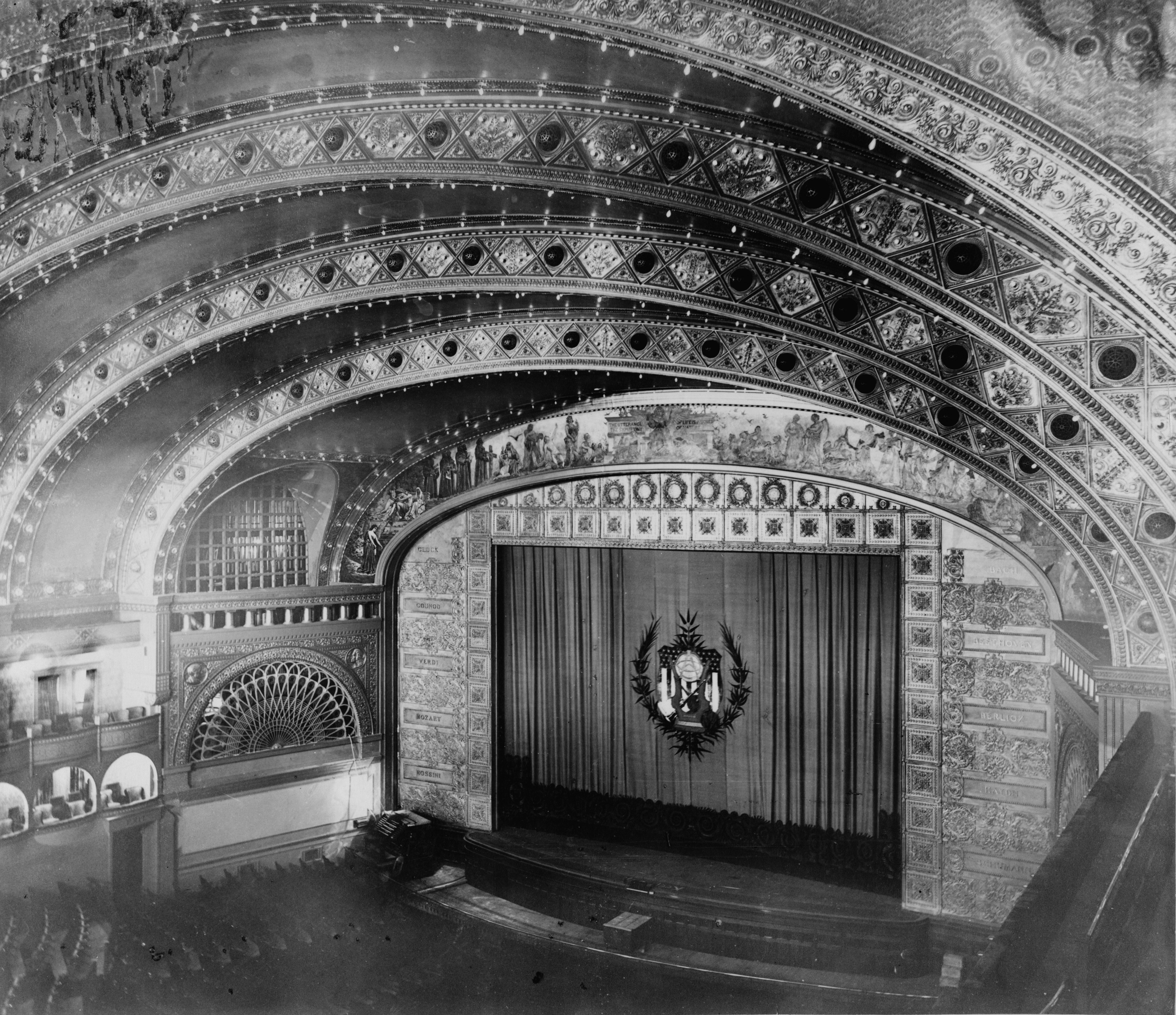
На фото — пример постоянной (архитектурной) портальной арки. Аудиториум (Чикаго) в Чикаго, архитектор — Луис Салливан

Портальная арка — элемент современной театральной сцены. Это рама, которая отделяет сверху и с боков сцену от зрительного зала и образует портальное отверстие.
Арка портальная может быть постоянной (архитектурная арка) или временной (игровая портальная арка).
В первом случае имеются в виду те границы, которые были определены при строительстве. Декоративное оформление такой арки и величина раскрытия видимой зрителю части сцены обычно постоянны.
Временные портальные арки (игровые) используют, когда для какого-либо спектакля нужно изменить размер сцены. Их оформление зависит от места действия, которое показывают на сцене.